# Lillsjön (Bergsjö socken, Hälsingland)
Lillsjön är en sjö i Nordanstigs kommun i Hälsingland och ingår i Harmångersåns huvudavrinningsområde. Sjön har en area på 0,337 kvadratkilometer och ligger 121,1 meter över havet. Sjön avvattnas av vattendraget Harmångersån (Kölån).

## Delavrinningsområde
Lillsjön ingår i det delavrinningsområde (688338-155283) som SMHI kallar för Utloppet av Lillsjön. Medelhöjden är 126 meter över havet och ytan är 1,28 kvadratkilometer. Räknas de 74 avrinningsområdena uppströms in blir den ackumulerade arean 650,78 kvadratkilometer. Avrinningsområdets utflöde Harmångersån (Kölån) mynnar i havet. Avrinningsområdet består mestadels av skog (54 procent). Avrinningsområdet har 0,32 kvadratkilometer vattenytor vilket ger det en sjöprocent på 25,6 procent.